# Michał Boym
Michał Piotr Boym (chinês: 卜彌格; pinyin: Bǔ Mígé; c. 1612 – 1659) foi um missionário jesuíta polonês, cientista e explorador conhecido por seu trabalho na China. Ele foi um dos primeiros viajantes ocidentais a percorrer e explorar o interior do território chinês e é autor de inúmeras obras sobre fauna, flora e geografia asiática.